# Bíró József (színművész, 1960)
Bíró József (Nagyvárad, 1960. május 18. –) Jászai Mari-díjas erdélyi magyar színész, egyetemi tanár.

## Életpályája
1984-ben végzett a marosvásárhelyi Szentgyörgyi István Színművészeti Főiskolán.
1984–1986 között a Temesvári Állami Magyar Színház tagja, 1986–2000 között, majd 2016-tól a Kolozsvári Állami Magyar Színház színművésze. 1992–1997 között a Babeș–Bolyai Tudományegyetem Színházművészeti Tanszékén óraadó tanár. 2000-2016 között szabadúszó volt.

## Színházi szerepei
- Marin Sorescu: A medúza tutaja....Te

### Temesvár
- Bakonyi Károly: Mágnás Miska....Mixi gróf
- Kiss–Kováts: Vihar a havason....Kondorosi Krügheimer Alajos
- Turgenyev: Egy hónap falun....Spiegelszkij
- Friedrich Schiller: Ármány és szerelem....Wurm
- Adrian Dohotaru: Egy naplopó legendája....Gábor

### Kolozsvár
- Tóth Ede: A falu rossza....Adus
- Jókai Mór: A kőszívű ember fiai....Baradlay Jenő
- Ion Luca Caragiale: Zűrzavaros éjszaka....Spiridon
- Karinthy Frigyes: Holnap reggel....Lidérc Jenő
- Sigmond István: Szerelemeső....Festő
- Kao Hszing-csien: A buszmegálló....Szemüveges
- Székely János: Caligula helytartója....Lucius
- Sławomir Mrożek: Rendőrség....Fogoly
- Heltai Jenő: Naftalin....Olcsvay
- Jancsó–Nádassy–Rejtő: Herkules bonbon....
- Molnár Ferenc: Az ördög....Az ördög
- William Shakespeare: Ahogy tetszik....Orlando
- Eugène Ionesco: A kopasz énekesnő....A Tűzoltóparancsnok
- Spiró György: Az imposztor....Rybak
- Székely János: Mórok....Érsek
- Tom Stoppard: Rosencrantz és Guildenstern halott....Hamlet
- Bulgakov: Képmutatók cselszövése....Nagy Lajos
- William Shakespeare: Vízkereszt, vagy amit akartok....Nemes Keszeg András
- Molnár Ferenc: A Pál utcai fiúk....Rácz tanár úr; Csetneki úr
- Carlo Goldoni: Csetepaté Chioggiában....Vincenzo
- William Shakespeare: Tévedések vígjátéka....Csipkedi
- Molnár Ferenc: Liliom....
- Witold Gombrowicz: Operett....Hufnágel gróf
- Kárpáti Péter: Méhednek gyümölcse....Ignácz
- Ionesco: A székek....Öregember
- Csehov: Ivanov....Koszih
- Parti Nagy Lajos: Ibusár....Léopold főherceg
- Carlo Goldoni: Komédiaszínház....Orazio
- Christopher Marlowe: Doktor Faustus tragikus históriája....Valdes
- Henrik Ibsen: A vadkacsa....Relling
- Muszty–Dobay: A kék csodatorta....Papa
- Barabás Olga: Krimi....
- Georg Büchner: Woyzeck....Doktor
- Szophoklész: Oidipusz király....Oidipusz
- Giacomo Puccini: Gianni Schicchi....Buoso Donati
- Frayn: Még egyszer hátulról....Freddie Fellowes
- Thomas Bernhard: A vadásztársaság....Tábornok
- Csehov: Ványa bácsi....Alekszandr Szerebrjakov
- Babits Mihály: A gólyakalifa....A bábjátékos
- Henrik Ibsen: Peer Gynt....Gomböntő
- Csehov: Három nővér....Szoljonij
- William Shakespeare: III. Richárd....Sir William Catesby
- Hanoch Levin: Téli temetés....Rásesz
- William Shakespeare: Mértéket mértékkel....Porkoláb
- Büchner: Leonce és Léna....Szertartásmester

## Filmszerepek
- SZOLGA – Az erdészlány, rendező: Nicolae Mărgineanu, 1986
- TISZT – Lángok a kincsen, rendező: Nicolae Mărgineanu, 1988
- TANÁR – Kínai védelem, rendező: Tompa Gábor, 1998
- FIATALEMBER – Hideglelés, rendező: Cselényi László, 1992
- LÉVAY – Kisváros, rendező: Balogh Zsolt, 1999
- TANÍTÓ – Fény hull arcodra, rendező: Gulyás Gyula, 2002
- SZABÉDI LÁSZLÓ – Felmentőlevél, rendező: Kántor László, 2002

## Díjai
- 2008: Bánffy Miklós-vándordíj (Kolozsvári Állami Magyar Színház)[2]
- 2005: Jászai Mari-díj, Budapest
- 1997: Alakítási különdíj – KOSZIH – Határon Túli Magyar Színházak Fesztiválja Kisvárda
- 1996: Legjobb férfi mellékszereplő díja – NAGY LAJOS – Országos Színházi Találkozó, Debrecen
- 1995: Legjobb férfi mellékszereplő díja – RYBAK – Országos Színházi Találkozó, Budapest
- 1993: Kovács György-díj
- 1992: Tinerama különdíj – TŰZOLTÓPARANCSNOK – Nemzetiségi Színházak Kollokviuma, Sepsiszentgyörgy
- 1984: Zsűri különdíja – LEONIDA – Nemzetközi Rövidszínházi Fesztivál, Nagyvárad